# Воитов, Азиз Ботирович
Азиз Ботирович Воитов (узб. Aziz Botirovich Voitov; род. 29 мая 1980 года, Ташкент, Узбекская ССР) — узбекский государственный деятель. С 29 августа 2022 года по 24 октября 2023 года был министром сельского хозяйства Узбекистана.

## Биография
В 2001 году окончил Ташкентский финансовый институт, а в 2004 году — Ташкентский институт ирригации и мелиорации. В 2010 году окончил Высшую школу бизнеса Академии государственного и общественного строительства при Президенте Республики Узбекистан. В 2022 году получил степень магистра по программе ЕМВА в московской школе управления «Сколково». 
Профессиональную деятельность начал в 2000 году в качестве специалиста Межбанковского расчетного центра Национального банка ВЭД (НБУ). До 2017 года, оставаясь в структуре Национального банка Узбекистана, сменил несколько должностей: от начальника отдела до начальника главного управления по г. Ташкенту. В 2018—2020 годах возглавлял «Узпромстройбанк».
С марта 2020 года занимал должность первого заместителя министра инвестиций и внешней торговли Республики Узбекистан.
29 августа 2022 года Указом Президента Республики Узбекистан, после одобрения депутатами Олий Мажлиса, назначен на должность министра сельского хозяйства Республики Узбекистан.

## Обвинение и арест
25 октября 2023 года освобождён от должности министра сельского хозяйства Узбекистана. 18 декабря арестован и находится под следствием за экономические преступления.